# Myrioblephara apicata
Myrioblephara apicata är en fjärilsart som beskrevs av W. Warren 1907. Myrioblephara apicata ingår i släktet Myrioblephara och familjen mätare. Inga underarter finns listade i Catalogue of Life.